# Furuträskslumpen
Furuträskslumpen är en sjö i Kalix kommun i Norrbotten och ingår i Kalixälvens huvudavrinningsområde. Sjön har en area på 0,0323 kvadratkilometer och ligger 64 meter över havet.

## Delavrinningsområde
Furuträskslumpen ingår i det delavrinningsområde (733366-182709) som SMHI kallar för Ovan 733123-182604. Medelhöjden är 66 meter över havet och ytan är 10,87 kvadratkilometer. Det finns inga avrinningsområden uppströms utan avrinningsområdet är högsta punkten. Båtbäcken som avvattnar avrinningsområdet har biflödesordning 2, vilket innebär att vattnet flödar genom totalt 2 vattendrag innan det når havet efter 20 kilometer. Avrinningsområdet består mestadels av skog (87 procent). Avrinningsområdet har 0,62 kvadratkilometer vattenytor vilket ger det en sjöprocent på 5,6 procent.